# Burg Sayn

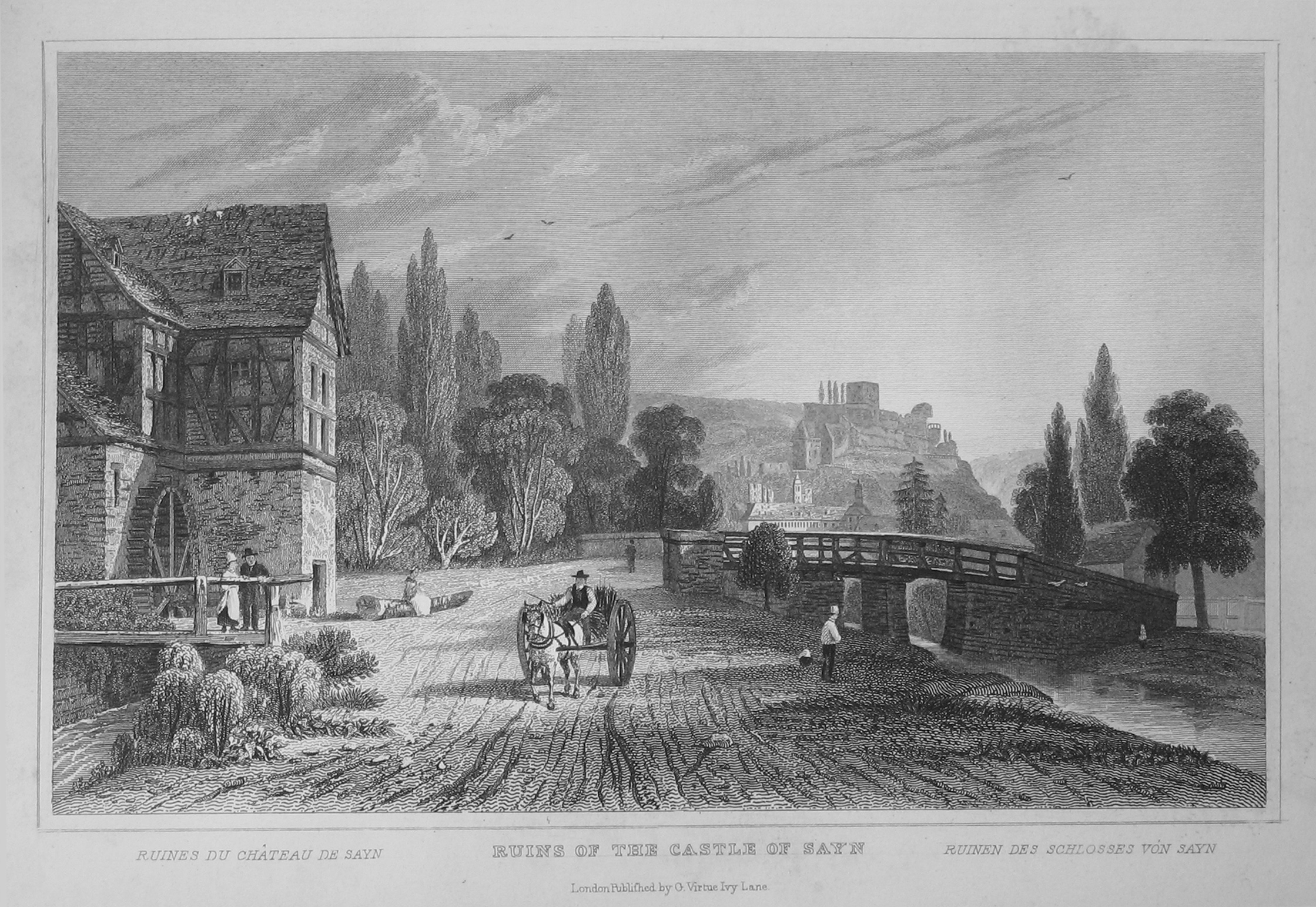
Burgruine Sayn um 1832, Stich nach Tombleson

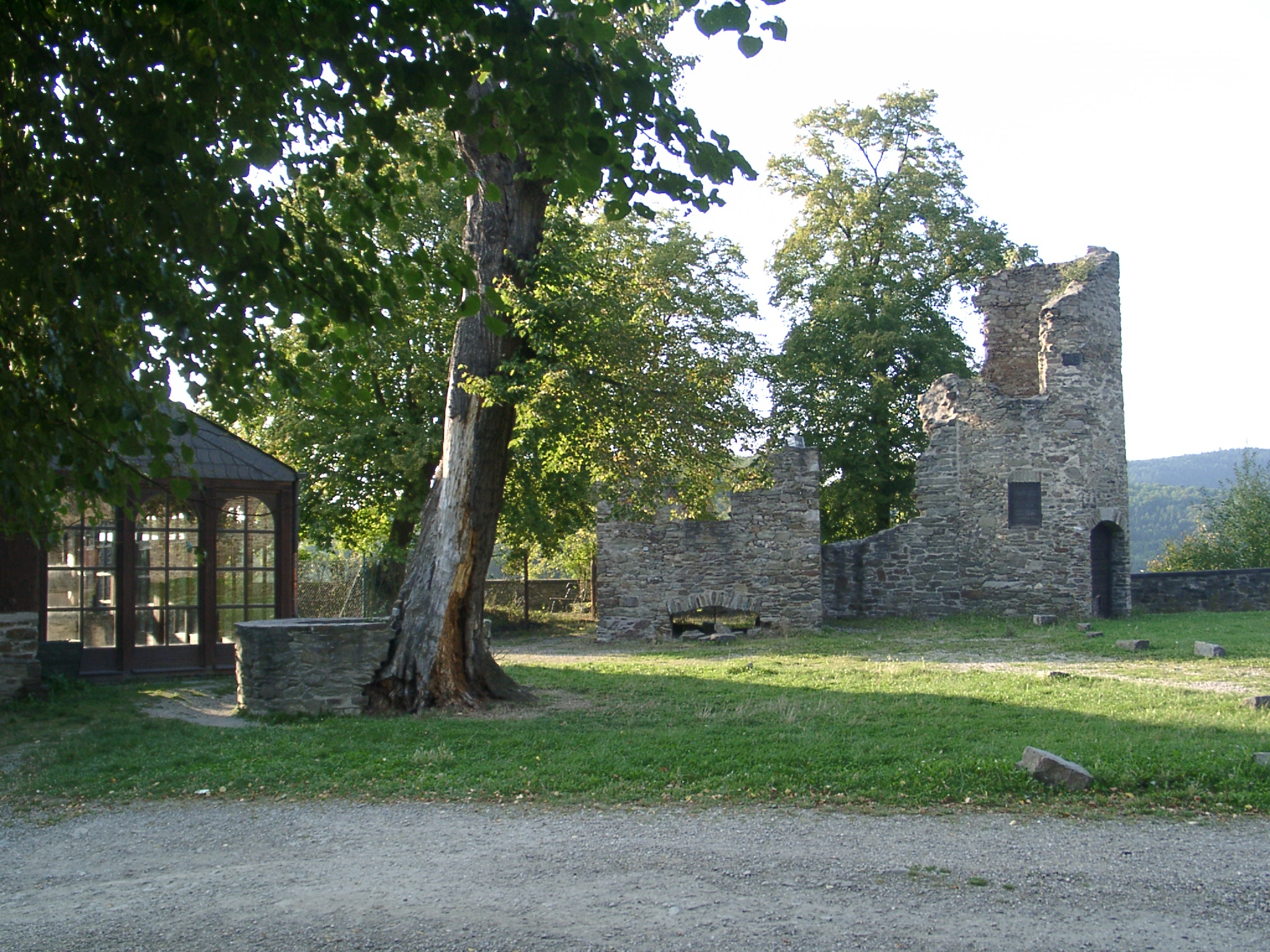
Burgruine Sayn

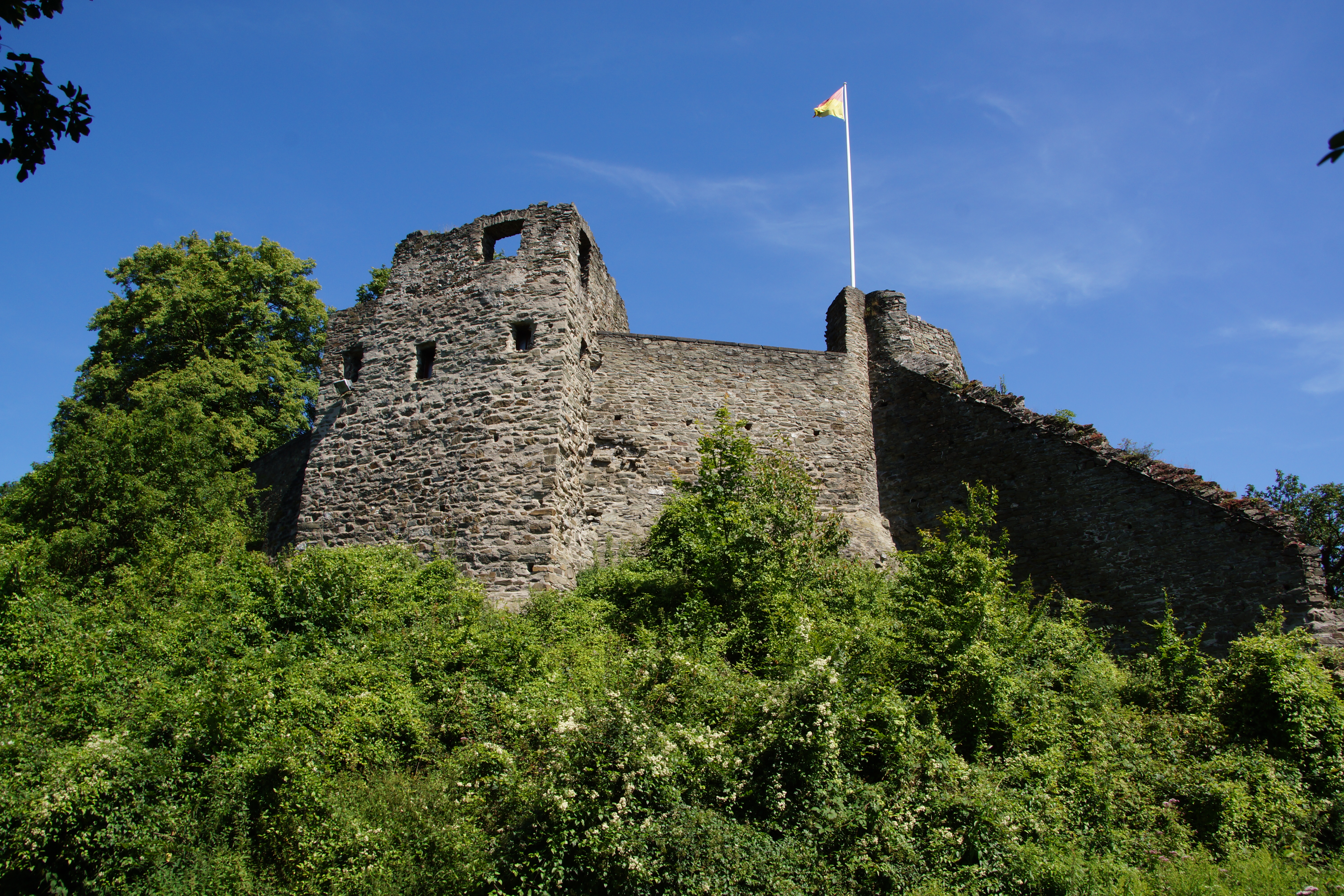
Burgruine Sayn

Die Ruine der Burg Sayn, der im 12. Jahrhundert erbauten Stammburg der Grafen von Sayn bzw. Sayn-Wittgenstein, liegt im Bendorfer Stadtteil Sayn am Rhein zwischen Koblenz und Neuwied im Landkreis Mayen-Koblenz in Rheinland-Pfalz.

## Lage
Die Ruine der Spornburg erhebt sich auf dem etwa 110 Meter langen und 40 Meter breiten Bergrücken des Kehrbergs, eines Ausläufers des Westerwalds, zwischen den Taleinschnitten von Brexbach und Saynbach. Unterhalb der Ruine erstreckt sich nach Süden und Westen hin der Ort Sayn mit dem am Fuß des Burgbergs gelegenen Schloss Sayn, einem ehemaligen Barockbau aus dem Jahr 1757, der im neunzehnten Jahrhundert im Stile der Neugotik verändert wurde.
Zwischen Schloss und Burg Sayn gibt es zwei ehemalige Burgmannensitze, das mit der Burg durch eine Mauer verbundene Mittlere Burghaus aus dem 15. Jahrhundert und den Von Steinschen Sitz (Burg Stein) der Herren von Stein aus Nassau aus dem 14. Jahrhundert. Ungefähr 600 m weiter östlich stand auf dem Bergkamm ein Vorgängerbau der Burg Sayn, die Alte Burg aus dem 10. oder 11. Jahrhundert, von der noch spärliche Fundamentreste erhalten sind.
Burg Sayn ist über die Bundesstraße 413 und die in Sayn abbiegende Landesstraße 306 zu erreichen. An der Burg befindet sich ein größerer Parkplatz, ein weiterer unmittelbar vor der Burgmauer.
Direkt über das Gelände verlaufen die Wanderwege Rheinsteig und Saynsteig.

## Geschichte
Erstmals im 10. Jahrhundert wurden die Grafen von Sayn im Zusammenhang mit dem Pfalzgrafen im Auelgau, dessen Untergrafen sie vermutlich waren, urkundlich erwähnt. Heinrich I. und sein Bruder Eberhard I. von Sayn, die auf der Alten Burg, auch Eselsburg genannt, residierten, sollen zwischen 1139 und 1150 die Grafschaft Bonn durch Heirat erworben haben. Dies führte zu heftigen Auseinandersetzungen mit dem Erzbistum Köln, in deren Verlauf 1152 ihre Burg zumindest teilweise zerstört wurde, sodass sie sich auf die Burg Blankenberg (Sieg) zurückzogen.
Mit dem Bau einer neuen Burg auf dem Westsporn des Kehrbergs begann man unmittelbar danach. Graf Heinrich III. (der Große) von Sayn und seine Gemahlin Mechthild von Meißen-Landsberg regierten in der ersten Hälfte des 13. Jahrhunderts von der neuen Burg aus eine sich von der Lahn bis in den Köln-Bonner Raum erstreckende Grafschaft mit Besitzungen an der mittleren Mosel und im Westerwald. Heinrich III. starb 1247 kinderlos.
Burg Sayn mitsamt Grafschaft fielen an den Grafen Johann I. von Sponheim, den Sohn seiner Schwester Adelheid, dessen Nachfahren sich wiederum Grafen von Sayn nannten. Diese regierten die Grafschaft von ihren Westerwald-Residenzen in Sayn, Hachenburg, Altenkirchen und Friedewald aus. 1345 gelangte durch Einheirat die Grafschaft Wittgenstein ebenfalls zu Sayn. Diese Linie nannte sich dann ab 1361 Sayn-Wittgenstein.
1606 starb Heinrich IV. von Sayn, ohne einen männlichen Nachfolger zu hinterlassen. Die Burg Sayn wurde nur wenige Jahre später 1632 während des Dreißigjährigen Kriegs von den Schweden zerstört. Die nunmehr unbewohnbare Ruine kam 1652 zusammen mit dem Amt Sayn, zu dem die Orte Sayn, Mülhofen und Stromberg gehörten, an das Kurfürstentum Trier, bei dem es bis zum Beginn des 19. Jahrhunderts blieb.
Fürst Friedrich Wilhelm von Nassau-Weilburg, der mit der Erbgräfin Luise Isabella von Sayn-Hachenburg verheiratet war, gelangte 1803 in den Besitz der Burgruine, um sie durch die Beschlüsse des Wiener Kongresses 1815 dann als Teil der Rheinprovinz an Preußen abtreten zu müssen.
Wieder in den Besitz der Sayner kamen Burgruine und Schloss 1848 durch eine Schenkung des preußischen Königs Friedrich Wilhelm IV. an den soeben mit hohen Auszeichnungen aus Russland zurückgekehrten Fürst Ludwig zu Sayn-Wittgenstein-Berleburg, der das Schloss umgehend neugotisch umbauen ließ, dort einzog und sich fortan zu Sayn-Wittgenstein-Sayn nannte. Die Burg Sayn bestand weiterhin als Ruine, deren Baubestand in den Jahren 1981 bis 1987 unter dem heutigen Besitzer Alexander Fürst zu Sayn-Wittgenstein-Sayn gesichert und teilausgebaut wurde.

## Burganlage

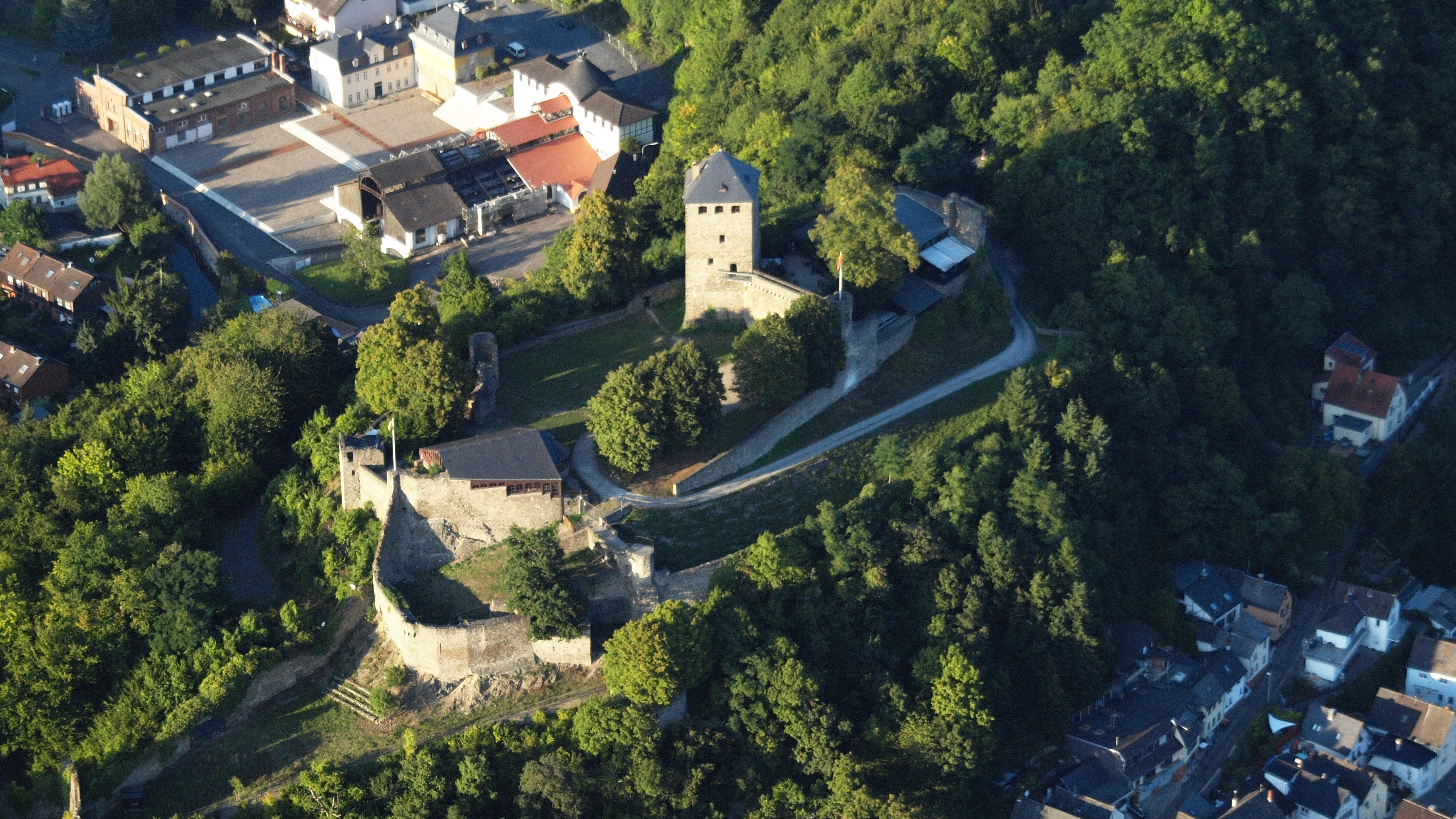
Burg Sayn, Luftaufnahme 2013

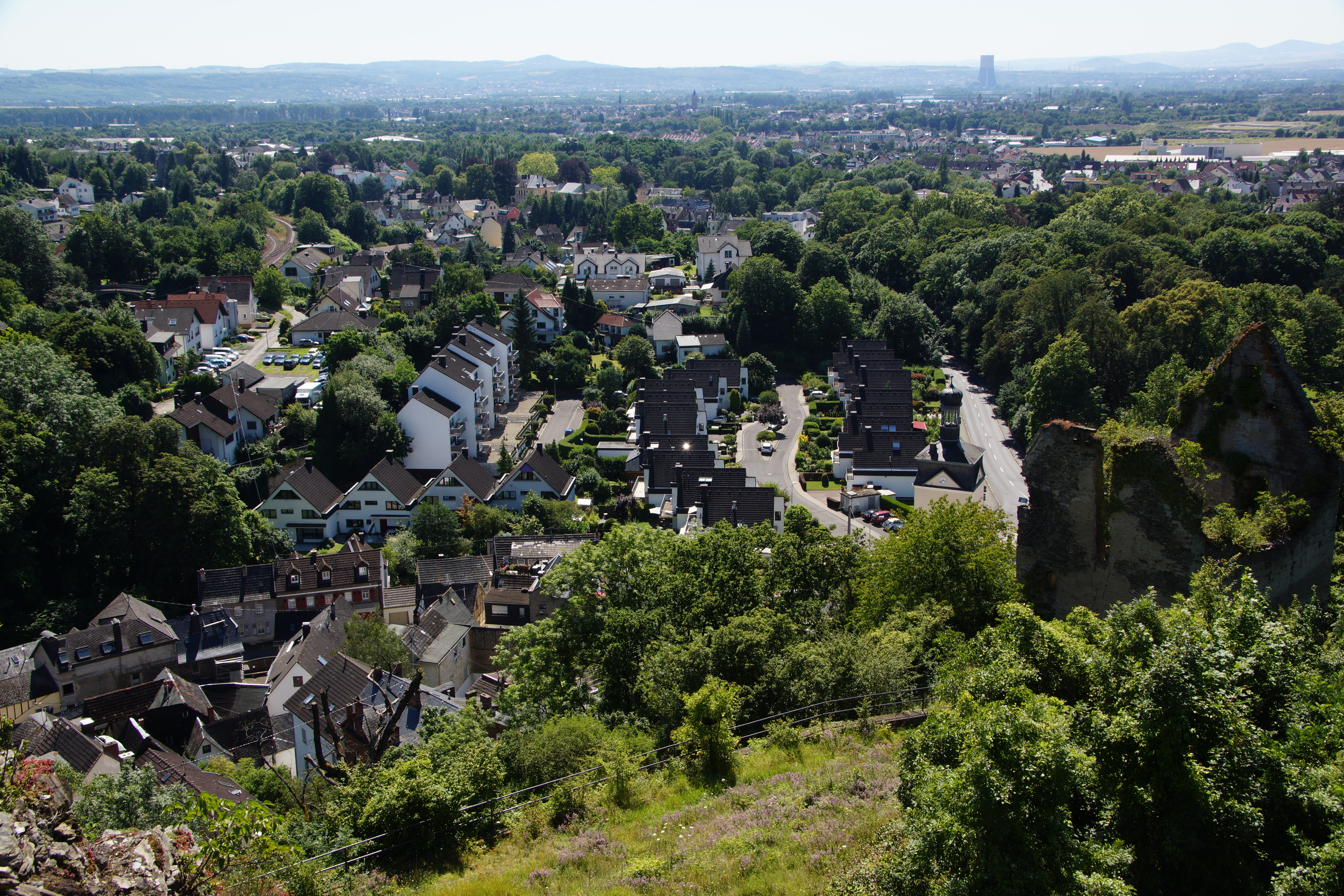
Blick von Burg Sayn

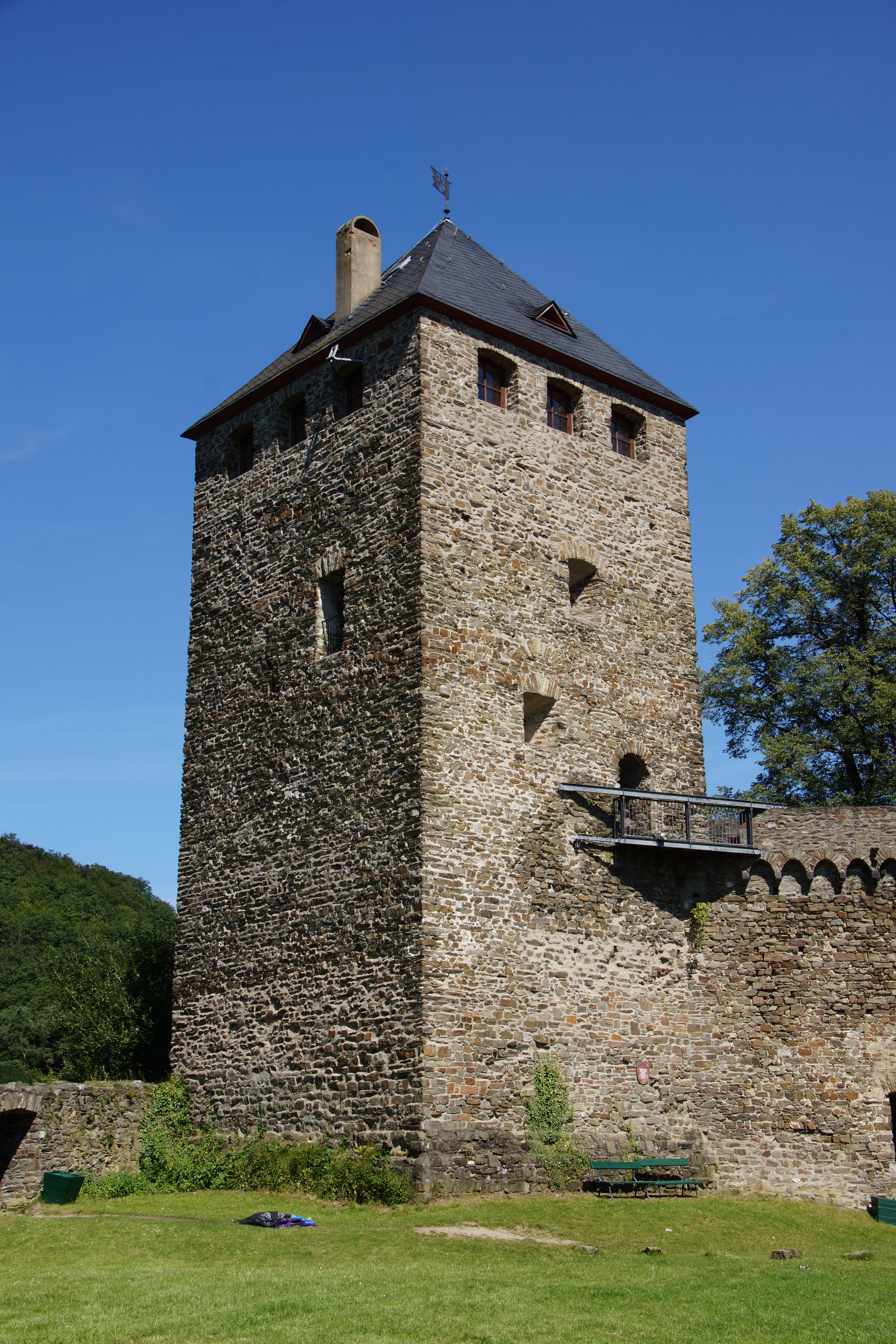
Bergfried

Während die südliche, die westliche und die nördliche Flanke von Burg Sayn steil zum Tal hin abfallen, ist der flache Bergrücken auf der östlichen Zugangsseite durch einen künstlich angelegten tiefen und breiten Halsgraben gesichert. Aus Gründen des zusätzlichen Schutzes erhebt sich oberhalb des Grabens eine mächtige Schildmauer, die mit einem Wehrgang versehen ist. Im nordöstlichen Bereich der Anlage steht der gut erhaltene, etwa 20 Meter hohe Bergfried, der das Erscheinungsbild von Burg Sayn dominiert. Die Bauzeit des im Mittel 2,40 Meter starken Mauerwerks wird in das späte 12. Jahrhundert datiert. Eine vom Bergfried aus nach Süden verlaufende, ebenfalls durch einen Gang bewehrte Mauer teilt die Kernburg in zwei Höfe.
Ausgrabungen in neuerer Zeit lassen darauf schließen, dass an der Südseite des kleineren östlichen Hofes zunächst der Palas stand, der später auf den westlichen Sporn der Anlage verlegt wurde, heute aber bis auf einen 25 Meter tiefen Brunnen und einen achteckigen Treppenturm nicht mehr besteht. Diese Ausgrabungen förderten auch an der südwestlichen Ecke die Grundmauern der Burgkapelle in Form einer Doppelkirche mit drei Apsiden und ihren gut erhaltenen, sehr schönen Zierfußboden aus der Zeit um 1200 zu Tage.
Der südlichen Ringmauer vorgelagert liegt ein 90 Meter langer und 20 Meter breiter Zwinger, der östlich von einem Wehrtürmchen und westlich von einem Vorwerk (Barbacane) eingefasst ist. Dort befindet sich auch ein kleinerer Torzwinger und weiter den Hang abwärts das Mittlere Burghaus, das in westlicher Richtung mit der Hauptburg durch eine Mauer verbunden ist. Die durch das Landesamt für Bodendenkmalpflege erfolgten Ausgrabungen legten auch den ursprünglichen Zugangsweg zur Kernburg an der Südflanke entlang durch den Torzwinger frei, der seitdem wieder begangen werden kann.

## Nutzung
Im Rahmen der 1981–1987 durchgeführten Restaurierungsarbeiten wurde auch ein die gesamte Anlage umfassender Wildpark angelegt und mit Rot-, Dam- und Muffelwild bestückt. Die Tiere sollten vor allem ein erneutes Zuwachsen der Anlage verhindern. Der Wildpark wurde nach einigen Jahren wieder aufgegeben, lediglich die Falknerei wird saisonal noch betrieben. Auf dem halben Weg zwischen dem Schloss und der oberhalb gelegenen Kernburg fanden bis 2009 Flugvorführungen der Falknerei Burg Sayn statt.
Aus touristischen Gründen wurde 1986–1987 eine Burgschänke zwischen der Schildmauer und einer weiteren vorgelagerten Mauer errichtet. Ein alter Türdurchbruch und Konsolen für Deckenbalken ließen erkennen, dass dort auch früher ein Gebäude gestanden hat. Das Restaurant DieSayn Burg, ein Neubau mit Terrasse und einem darunter liegenden alten Gewölbekeller, versteckt sich weitgehend hinter den vorhandenen Ruinenteilen und dominiert dadurch nicht das Erscheinungsbild der Gesamtanlage.
Auch den Bergfried führte man, nachdem er restauriert und mit einer neuen Dachhaube versehen war, 1987 einer neuen Nutzung zu. In den oberen Stockwerken wurden zwei Ferienwohnungen eingerichtet.